# AA Moreninhas
Associação Atlética Moreninhas ist ein brasilianischer Fußballverein aus Campo Grande, der Hauptstadt von Mato Grosso do Sul. Sowohl im Männer- als auch Frauenfußball ist der Klub mindestens im regionalen Bereich höherklassig in Erscheinung getreten.

## Geschichte

### Herrenmannschaft
Der Klub gründete sich 1994 und spielte zunächst nur unterklassig. Vier Jahre nach der Gründung nahm die Mannschaft erstmals an der Staatsmeisterschaft von Mato Grosso do Sul teil. Bis 2003 gelang regelmäßig die Teilnahme, 2000 wurde mit dem Erreichen des Viertelfinals das beste Ergebnis erreicht. Nach Jahren im unterklassigen Bereich ruhte zeitweise der Spielbetrieb, der später wieder aufgenommen wurde. 2021 spielte man in der Série B der Staatsmeisterschaft. Die Klasse konnte allerdings gehalten werden.

### Frauenmannschaft
Die Frauenmannschaft gewann 2008 die Erstausgabe der Staatsmeisterschaft von Mato Grosso do Sul und nahm im selben Jahr an der Copa do Brasil de Futebol Feminino 2008 teil, wo sie die zweite Runde erreichte. Über den erneuten Gewinn der Staatsmeisterschaft 2018 qualifizierte sich die Mannschaft für die zweite Liga 2019.